# روبرت إم. ليندهولم
روبرت إم. ليندهولم (بالإنجليزية: Robert M. Lindholm)‏ هو محامي ومصور أمريكي، ولد في 14 يونيو 1935.